# Stanley Chambers
Stanley Chambers (ur. 13 września 1910 w Londynie, zm. 14 sierpnia 1991 w Brighton and Hove) – brytyjski kolarz torowy, srebrny medalista olimpijski.

## Kariera
Największy sukces w karierze Stanley Chambers osiągnął w 1932 roku, kiedy wspólnie ze swoim bratem Ernestem Chambersem zdobył srebrny medal w wyścigu tandemów podczas igrzysk olimpijskich w Los Angeles. W zawodach tych Brytyjczycy ulegli jedynie zespołowi Francji w składzie: Maurice Perrin i Louis Chaillot. Był to jedyny medal wywalczony przez Stanleya Chambersa na międzynarodowej imprezie tej rangi. Nigdy nie zdobył medalu na torowych mistrzostwach świata.